# Vibrac (Charente)
Vibrac is een gemeente in het Franse departement Charente (regio Nouvelle-Aquitaine) en telt 244 inwoners (1999). De plaats maakt deel uit van het arrondissement Cognac.

## Geografie
De oppervlakte van Vibrac bedraagt 2,8 km², de bevolkingsdichtheid is 87,1 inwoners per km².
De onderstaande kaart toont de ligging van Vibrac (Charente) met de belangrijkste infrastructuur en aangrenzende gemeenten.

## Demografie
Onderstaande figuur toont het verloop van het inwonertal (bron: INSEE-tellingen).

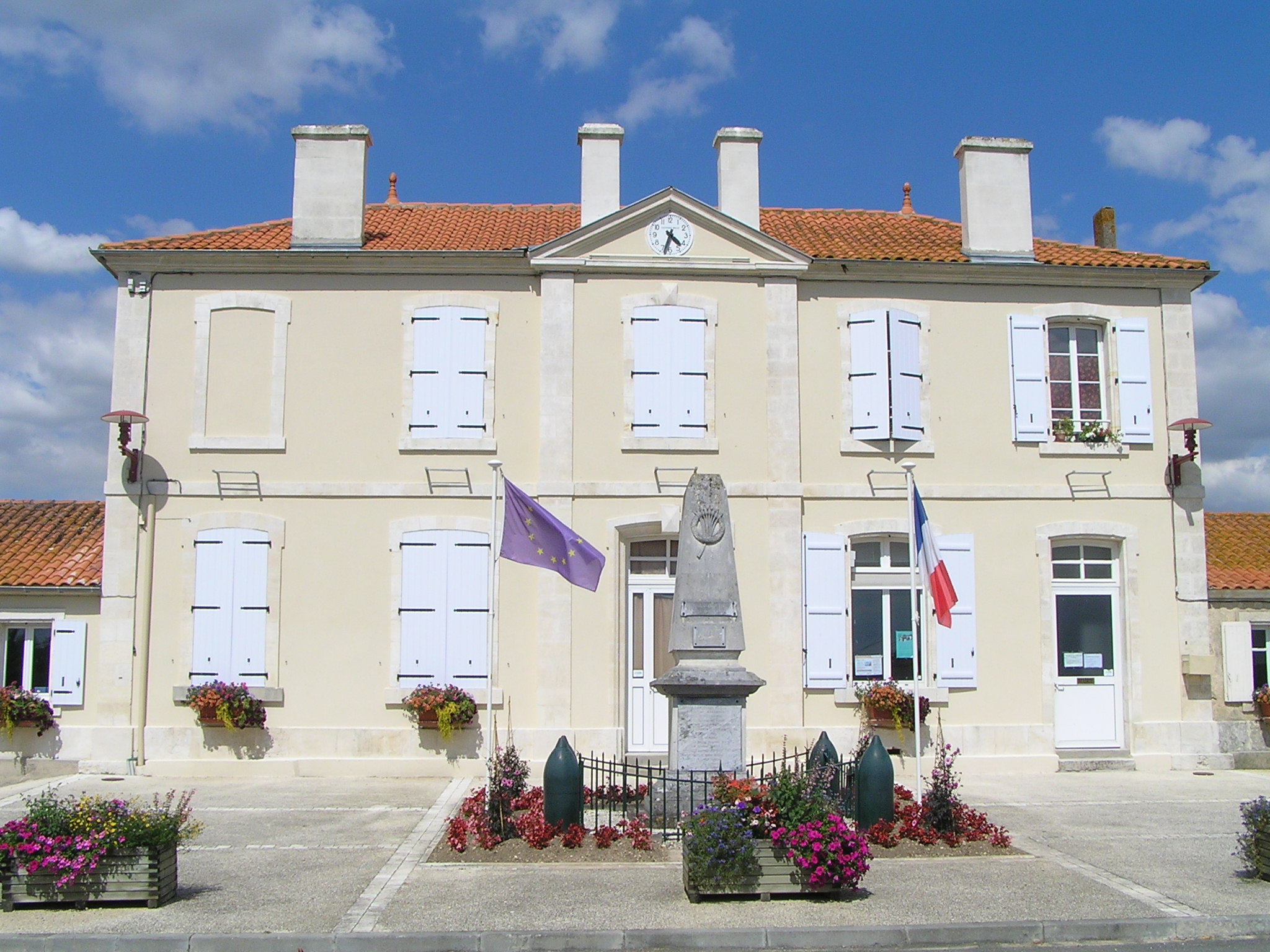
Gemeentehuis
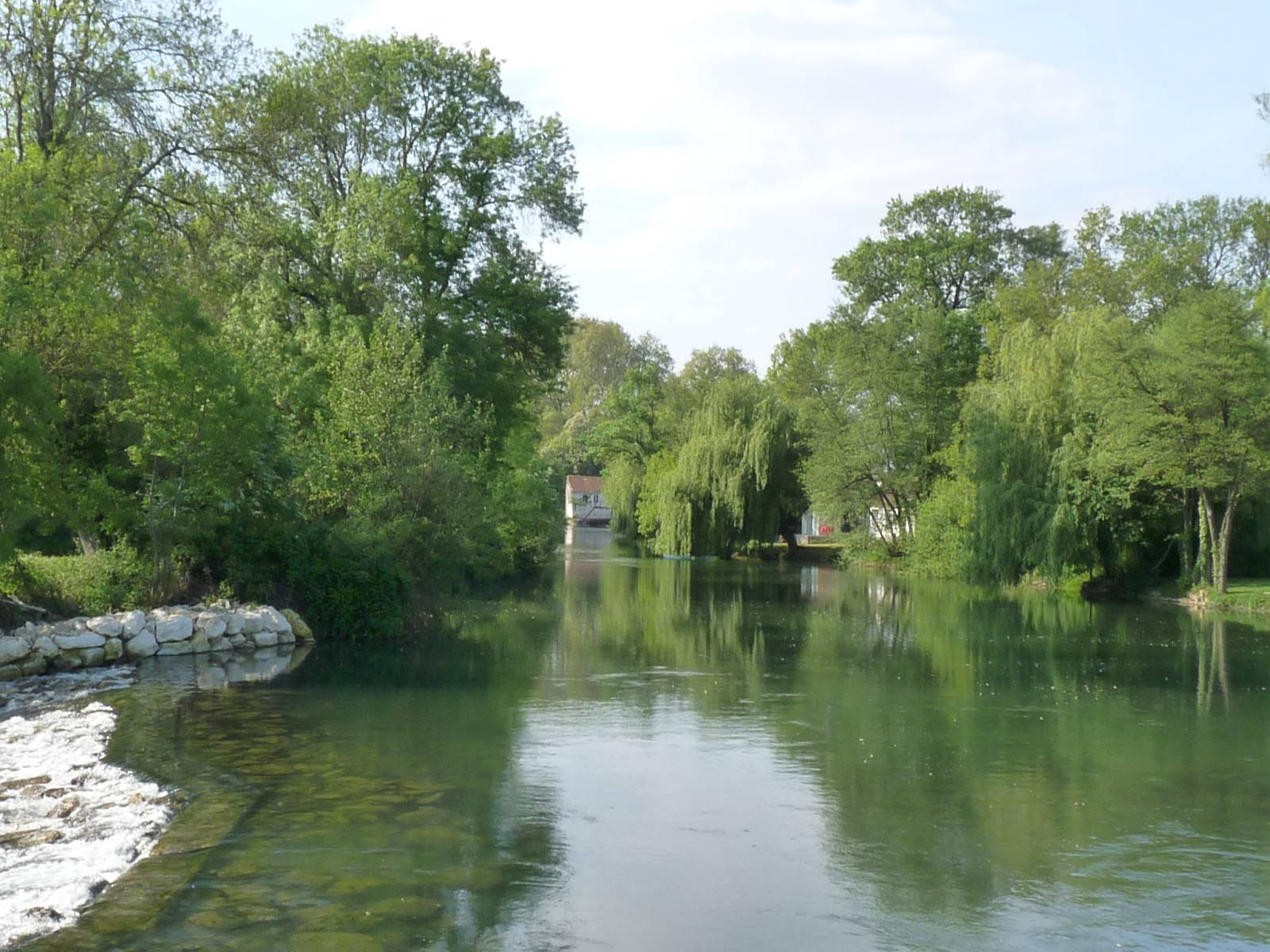
Charente bij Vibrac
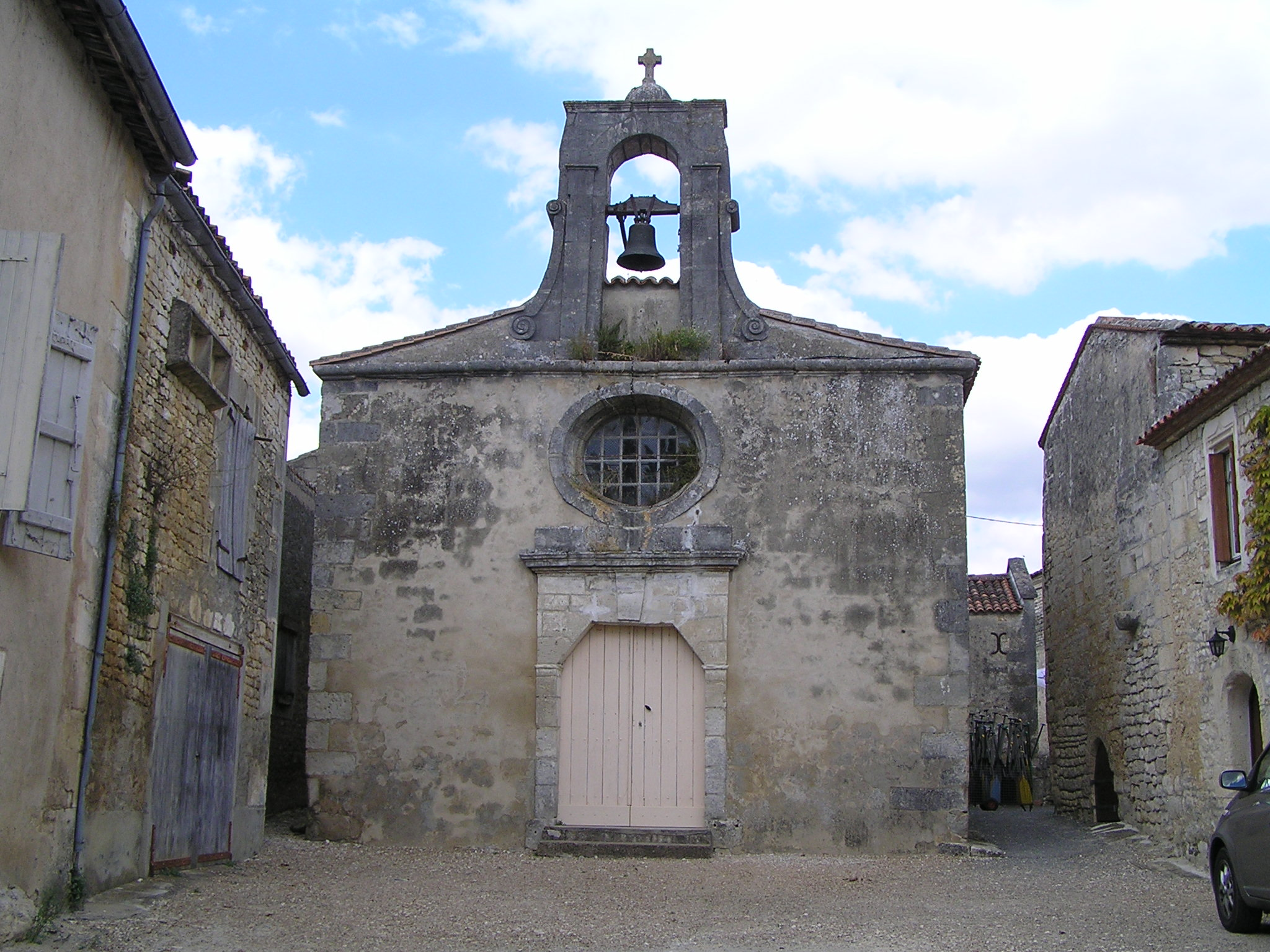
Kerk Saint-Pierre
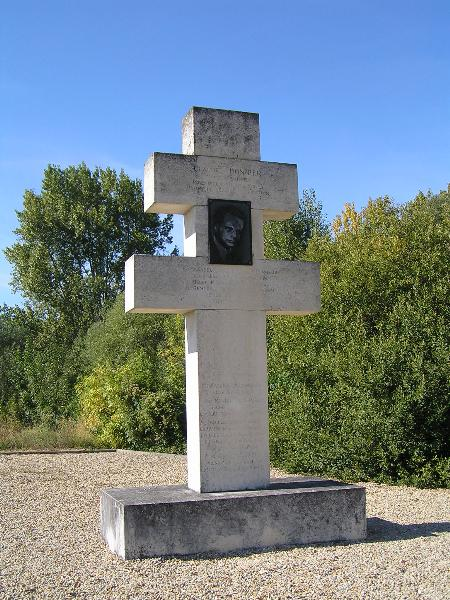
Monument voor verzetsstrijder Claude Bonnier
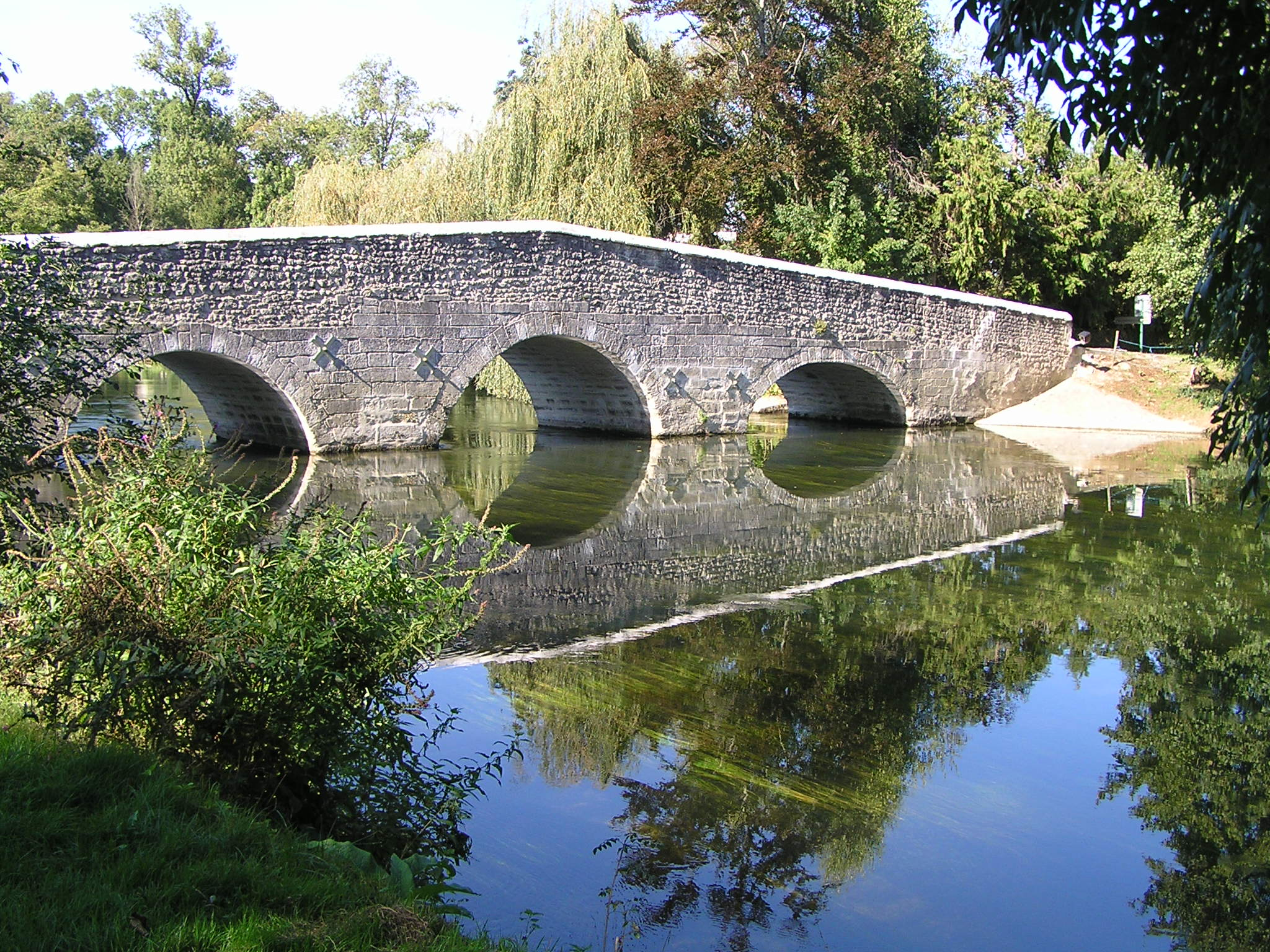
18e-eeuwse brug

1. ↑  Populations de référence 2022.